# Orange (bedrijf)

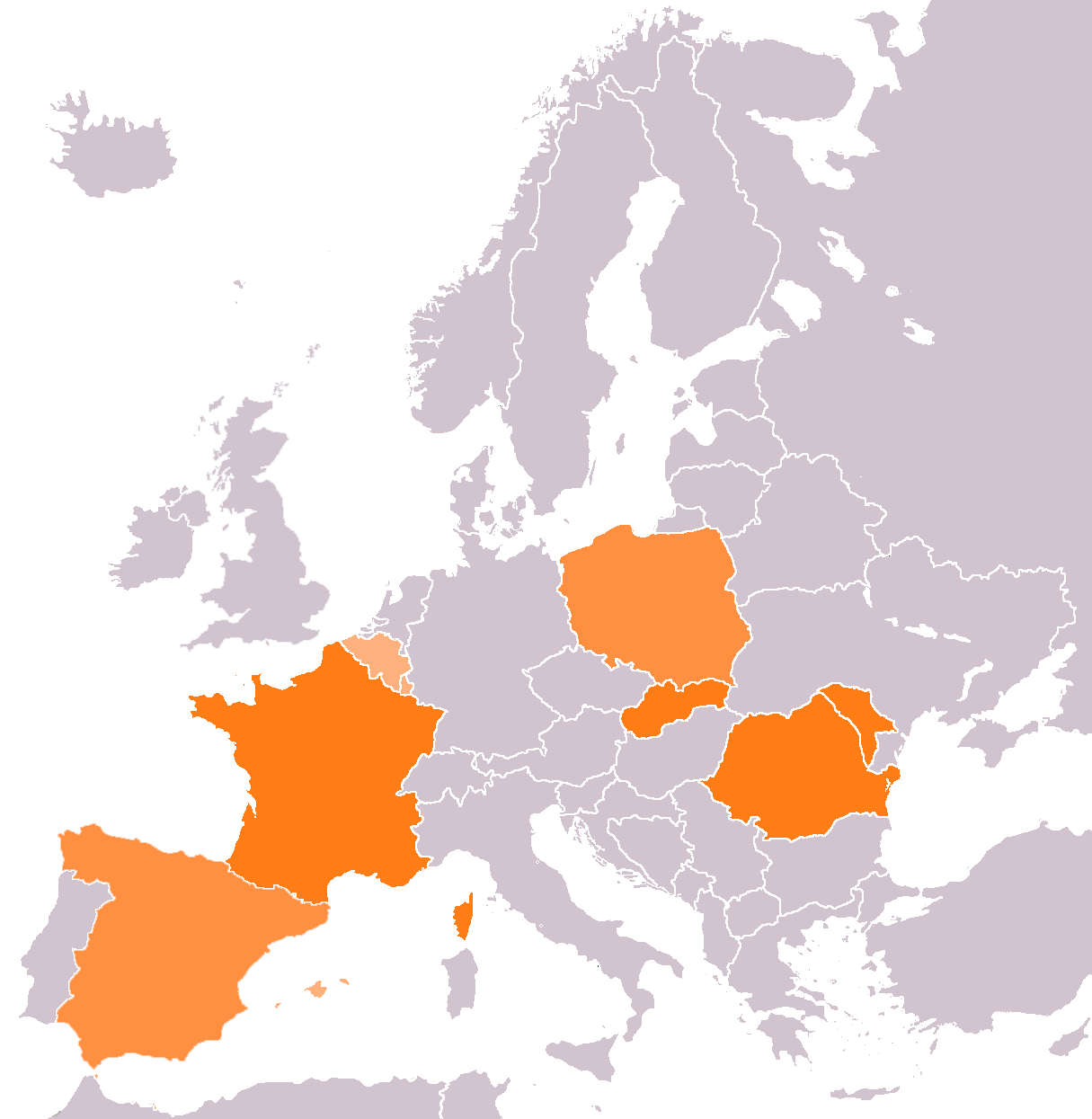
Orange in Europa

Orange is een wereldwijde aanbieder van diensten op het gebied van Telecommunicatie en Informatietechnologie. Tot 1 juli 2013 heette het bedrijf France Télécom en was Orange slechts een merknaam.

## Activiteiten
In 2021 behaalde het bedrijf een jaaromzet van 42,5 miljard euro. Het is actief in acht Europese landen, België, Frankrijk, Luxemburg, Moldavië, Polen, Roemenië, Slovakije en Spanje, en 18, veelal Franstalige, landen in Afrika en het Midden-Oosten. Frankrijk is de grootste markt waar Orange iets meer dan 40% van de totale omzet realiseert. Het aandeel van Afrika en het Midden-Oosten is zo'n 15% in de totale omzet. Orange telde in totaal 271 miljoen klanten, waarvan 224 miljoen voor mobiele telefoondiensten. Er werkten 140.000 mensen bij het bedrijf.

## Geschiedenis
Orange is in 1994 geïntroduceerd in Groot-Brittannië als merknaam voor mobiele telefoondiensten. In 1997 had Orange 1 miljoen klanten in het land. Dit aantal was in 2009 tot 17 miljoen gegroeid, maar Orange werd vanaf 2015 geleidelijk van de Britse markt gehaald en sinds 2019 bestaat het merk er niet meer.
In 2000 nam France Télécom de Britse mobiele-operator Orange over. Het betaalde 26,9 miljard pond sterling, min of meer gelijk verdeeld in geld en aandelen. Verkoper Vodafone moest Orange verkopen om toestemming te krijgen voor de acquisitie van Mannesmann.
In 2008 werd Orange in een aantal landen de exclusieve aanbieder van gsm-abonnementen verbonden aan de iPhone van Apple. De overeenkomst tussen Orange en Apple heeft betrekking op Frankrijk, België, Oostenrijk, Polen, Portugal, Roemenië, Slowakije en Zwitserland, en buiten Europa in de Dominicaanse Republiek, Egypte, Jordanië en de Afrikaanse markten van Orange.
Sinds juli 2013 is Orange S.A. de naam voor het oude France Télécom. France Télécom had in 2012 een omzet van 43,5 miljard euro en telde per 31 maart 2012 zo'n 170.000 medewerkers, waarvan 104.000 in Frankrijk. Het was actief in 32 landen en had 230 miljoen klanten.
In 2015 deed het bedrijf een bod op alle aandelen van het Spaanse telecombedrijf Jazztell. Het bod had een totale waarde van 3,4 miljard euro. Met de overname versterkt Orange de marktpositie ten opzichte van de belangrijkste concurrenten Telefonica en Vodafone in het land. Jazztell had ook diensten over vaste telefoonlijnen en dit vult de mobiele diensten van Orange goed aan. Medio 2015 werd toestemming van de mededingingsautoriteiten verkregen en werd de overname afgerond.
In 2016 werd Mobinel in Egypte, Mobistar in België en Meditel in Marokko ook hernoemd tot Orange.

### België
In België was Orange tot 2002 zichtbaar actief als onderdeel van een samenwerkingsverband met KPN, onder de naam KPN-Orange. Toen France Télécom Orange opkocht, kreeg het twee gsm-providers in België: Orange en Mobistar. France Télécom verkocht zijn deel van de aandelen in KPN-Orange aan KPN, die de naam veranderde in BASE. Het belang in Mobistar bleef behouden. In 2016 werd besloten om Mobistar om te dopen tot Orange, waardoor het merk vanaf eind mei dat jaar ook in België opnieuw zichtbaar werd.

### Nederland
Sinds 1999 was France Télécom in Nederland met mobiele telefonie actief als medeoprichter (in 1998) en grootaandeelhouder van Dutchtone. Daarnaast had ze een groot aandeel in Casema. Omstreeks 2003 is dat omgedoopt in Orange. Op 28 september 2007 werd het bedrijf overgenomen door T-Mobile Nederland en de merknaam Orange voor consumenten is verdwenen van de Nederlandse markt. Voor de grootzakelijke markt is Orange in Nederland nog steeds actief als Orange Business.

### Luxemburg
In Luxemburg is Orange eigenaar van het derde grootste gsm-netwerk, dat sinds 28 oktober 2009 de naam Orange Luxemburg draagt (voordien VOXMobile).

### Polen
In januari 2019 is een medewerker van Orange Polen in Polen gearresteerd op verdenking van spionage en cyberactiviteiten gericht tegen Polen, evenals een Huawei-directeur. Beiden verklaarden onschuldig te zijn. In 2018 werkte Orange Polen samen met Huawei om in Polen een 5G-netwerk op te zetten.

### Verenigd Koninkrijk
De merknaam ‘Orange’ werd in 1994 op de Britse markt geïntroduceerd en in 1996 werd de holding op de London Stock Exchange ingeschreven. Dit duurde tot 1999, toen Mannesmann de onderneming overkocht, dat kort daarop in handen van Vodafone kwam. Vodafone moest het bedrijf in 2000 wegens de Europese antikartelwetgeving aan France Télécom verkopen, dat het als ‘Orange UK’ exploiteerde. Deutsche Telekom, dat in het Verenigd Koninkrijk onder de naam ‘T-Mobile UK’ actief was, ging in 2009 een joint venture met France Télécom aan, waaruit het nieuwe bedrijf EE ontstond. Orange en T-Mobile werden zodoende merknamen van hetzelfde bedrijf.
Vanaf 2015 werden de producten ‘Orange’ en ‘T-Mobile’ geleidelijk uit het straatbeeld gehaald; nieuwe klanten moesten een account bij EE creëren. Voor reeds bestaande Orange-klanten die geen wijzigingen of upgrades wilden, veranderde er niets: Orange werd hierdoor een ‘onzichtbaar’ merk. In de daaropvolgende jaren werden de oude Orange-accounts langzamerhand naar EE getransfereerd. Dit proces werd in maart 2019 voltooid, waardoor Orange UK de facto ophield te bestaan.
AB Inbev ·
ADP ·
Adyen ·
Ahold Delhaize ·
AIB ·
Air Liquide ·
Airbus ·
Aker BP ·
AkzoNobel ·
Alstom ·
ArcelorMittal ·
Argenx ·
ASMI ·
ASML ·
AXA ·
Bank of Ireland ·
BioMérieux ·
BNP Paribas ·
Bouygues ·
Bureau Veritas ·
Campari ·
Capgemini ·
Carrefour ·
Crédit Agricole ·
D'Ieteren ·
Danone ·
Dassault Systèmes ·
DNB ·
DSM-Firmenich ·
Edenred ·
EDP ·
Eiffage ·
Enel ·
ENGIE ·
Eni ·
Equinor ·
EssilorLuxottica ·
Eurofins Scientific ·
Ferrari ·
Galp Energia ·
GBL ·
Generali ·
Heineken ·
ING ·
Intesa Sanpaolo ·
INWIT ·
Ipsen ·
J. Martins ·
KBC ·
Kering ·
Kerry ·
Kingspan ·
KPN ·
Legrand ·
Mediobanca ·
Michelin ·
Moncler ·
Mowi ·
NN Group ·
Norsk Hydro ·
Orange ·
Pernod Ricard ·
Philips ·
Pluxee ·
Poste Italiane ·
Prosus ·
Prysmian ·
Publicis ·
Randstad ·
Recordati ·
Renault ·
Ryanair ·
Safran ·
Saint-Gobain ·
Sanofi ·
Schneider Electric ·
Shell ·
Smurfit Kappa ·
Snam ·
Société Générale ·
Sodexo ·
Solvay ·
Stellantis ·
STMicroelectronics ·
Syensqo ·
Telenor ·
Teleperformance ·
Tenaris ·
Terna ·
Thales ·
TotalEnergies ·
UCB ·
UMG ·
UniCredit ·
Veolia Environnement ·
VINCI ·
Vivendi ·
Wolters Kluwer ·
Worldline ·
Yara